# Gainesville
Gainesville je hlavní město okresu Alachua County ve státě Florida ve Spojených státech amerických. V roce 2020 zde žilo 141 085 obyvatel. Celá metropolitní oblast má téměř 340 000 obyvatel.
Ve městě sídlí Floridská univerzita, která je jednou z největších veřejných vysokých škol ve Spojených státech.

## Osobnosti

### Rodáci
- Don Felder (* 1947), americký kytarista a zpěvák, člen skupiny Eagles[4]
- Tom Petty (1950–2017), americký zpěvák, kytarista a hudební skladatel, zakladatel The Heartbreakers[5]
- Benmont Tench (* 1953), americký hudebník, člen The Heartbreakers[6]
- Merritt Butrick (1959–1989), americký herec[7]
- Jearl Milesová Clarková (* 1966), americká atletka[8]
- Rodney Mullen (* 1966), americký skateboardista[9]
- Maya Rudolph (* 1972), americká herečka a komička[10]
- Robert Hoffman (* 1980), americký tanečník, herec a choreograf[11]

### Obyvatelé
- Joe Haldeman (* 1943), americký spisovatel science fiction[12]
- Stephen Stills (* 1945), americký kytarista, zpěvák a písničkář[13]
- Ben Shelton (* 2002), americký tenista[14]

## Obyvatelstvo
| Rok  | Počet obyvatel | % ±     |
| ---- | -------------- | ------- |
| 1890 | 2 790          | —       |
| 1900 | 3 633          | 30,2 %  |
| 1910 | 6 183          | 70,2 %  |
| 1920 | 6 860          | 10,9 %  |
| 1930 | 10 465         | 52,6 %  |
| 1940 | 13 757         | 31,5 %  |
| 1950 | 26 861         | 95,3 %  |
| 1960 | 29 701         | 10,6 %  |
| 1970 | 64 510         | 117,2 % |
| 1980 | 81 371         | 26,1 %  |
| 1990 | 84 770         | 4,2 %   |
| 2000 | 95 447         | 12,6 %  |
| 2010 | 124 354        | 30,3 %  |
| 2020 | 141 085        | 13,5 %  |

### Původ obyvatel
| Původ                     | 2000   | 2010   | 2020   | 2000 (%) | 2010 (%) | 2020 (%) |
| ------------------------- | ------ | ------ | ------ | -------- | -------- | -------- |
| běloši                    | 61 156 | 71 903 | 74 737 | 64,07 %  | 57,82 %  | 52,97 %  |
| černoši a afroameričané   | 21 931 | 28 038 | 28 501 | 22,98 %  | 22,55 %  | 20,20 %  |
| původní obyvatelé Ameriky | 199    | 279    | 237    |          |          |          |

## Partnerská města
- Novorossijsk, Rusko (1982)[15]
- Kfar Saba, Izrael (1998)
- Řešov, Polsko (2013)[16]
- Mejdlaya, Libanon (2015)